# Парфилов, Юрий Леонидович
Юрий Леонидович Парфилов (30 марта 1955 — 6 июля 2017) — советский хоккеист, защитник. Мастер спорта СССР. Тренер.

## Биография
Воспитанник школы «Метеор» (поселок Новостройка, Сергиево-Посадский район, Московская область) с 8 лет, играл за молодёжную команду воскресенского «Химика» (1972/73). В сезоне 1973/74 выступал в классе «Б» за «Темп» Загорск и был приглашён в «Кристалл» Электросталь, за который отыграл 4 сезона во второй лиге и один — в первой. Сезон 1979/80 начал в команде первой лиги СК им. Урицкого (Казань), после чего перешёл в киевский «Сокол», в составе которого отыграл пять сезонов в высшей лиге. Завершал карьеру в первой лиге в «Торпедо» Тольятти (1985/86 — 1986/87).
Работал тренером в «Торпедо», главным тренером на Украине. Почти 20 лет был заместителем начальника цеха в НПК «Радон» (Сергиев Посад). Работал главным тренером по хоккею в спорткомплексе «Метеор», где занимался младший сын Сергей (род. 2005).
В 2014 году от местного отделения партии «Единая Россия» участвовал в выборах депутатов Совета депутатов городского поселения Пересвет Сергиево-Посадского муниципального района.
Скончался 6 июля 2017 года.